# ハイウェイキャパシティマニュアル
ハイウェイキャパシティマニュアル（英語:Highway Capacity Manual、略称:HCM)は全米アカデミーズの米国運輸調査委員会が発行した書籍である。概念、ガイドライン、交通容量の計算法、サービスレベル、高速道路や公道、幹線道路、地方道路、合流部、ラウンドアバウト、信号あり交差点、無信号交差点、公共交通、歩行者、自転車の影響について述べられている。
1950年に初版が発行されてから2016年までに6版が発行されており、1985年、1994年、1997年および2015年に大きな更新が加えられた。HCMは世界的に交通工学のアカデミックおよび実務の指針書として用いられている。

## 歴史
HCMの内容には60年以上の研究成果が含まれている。ハイウェイキャパシティマニュアル初版は1950年に発行され、8パート、147ページから成る。運輸調査委員会(TRB)と連邦道路管理局（当時は公道局）の共同研究の成果が含まれている。
それ以降の版は運輸調査委員会によって1965年、1985年、2000年、2010年、2016年に発行されている。第5版のHCM 2010では運輸調査委員会、米国全州道路交通運輸行政官協会 (AASHTO)、連邦道路管理局による長年の共同研究による分析や評価方法がまとめられている。
2013年に運輸調査委員会はHCM2010の大幅な更新を行うと発表した。HCMの新版は2015年に暫定版が公表され、HCM 2015 Updateと命名された。最終版に当たるHighway Capacity Manual, Sixth Edition: A Guide for Multimodal Mobility Analysisは2016年10月に公表され、2016年10月に発行された第6版『Highway Capacity Manual, Sixth Edition: A Guide for Multimodal Mobility Analysis』においては、交通容量、サービスの質、新交通管理システム、交通需要マネジメントや旅行時間信頼性について述べられている。